# Машаду, Руй
Руй Машаду (порт. Rui Machado; родился 10 апреля 1984, Фару, Португалия) — португальский профессиональный теннисист.

## Общая информация
Начал заниматься теннисом в 6 лет.
Отец Давид и брат Давид — бизнесмены, мать Роза — воспитатель в детском саду.
Любимым покрытием называет грунт. Любимыми турнирами Открытый чемпионат Франции и Открытый чемпионат Эшторила.
Кумиром в мире тенниса считает Стефана Эдберга.

## Спортивная карьера
В 2002 году начинает профессиональную карьеру. В 2005, получив специальное приглашение от организаторов Открытого чемпионата Эшторила, дебютирует в мировом туре ATP. В ноябре этого же года выигрывает первый титул ITF Futures. За период с марта по май 2008 года ему удалось выиграть сразу шесть титулов на различных турнирах ITF Futures. В августе на Открытом чемпионате США дебютирует в основных соревнованиях турниров серии Большого шлема. Пройдя квалификационный отбор, где среди прочих теннисистов он обыграл Николаса Массу 6-2, 3-6, 6-3, Руй Машадо получил в соперники по первому раунду южноафриканца Рика Де Вуста. Его он переиграл 6-4, 7-6(7), 6-1, но уже во втором раунде проиграл в пяти сетах 7-6(5), 6-7(5), 4-6, 7-6(6), 0-6 испанцу Фернандо Вердаско. В марте 2009 года победил на первом для себя турнире из серии ATP Challenger в Мекнесе. В апреле Руй празднует уже вторую победу на турнирах данной серии на этот раз в Афинах. В мае дошел до второго раунда на Открытом чемпионате Франции.
В апреле 2010 года празднует третий успех на турнире ATP Challenger Series. Происходит это в Наполи. В мае в Эшториле, обыграв Николаса Массу и Михала Пжисенжны, впервые попадает в четвертьфинал турнира ATP, где он уступил своему соотечественнику Фредерико Жилу. В октябре побеждает на Challenger в Асунсьоне, благодаря этому впервые в карьере поднялся в рейтинге в первую сотню. В феврале 2011 дошел до четвертьфинала в Коста-де-Суп. В марте победил на Challenger в Марракеше. В мае побеждает на турнире этой же серии в Риеке, а в июле в Познане. В сентябре 2011 победил еще на одном турнире Challenger в Щецине.